# Gajica
Gájica (hrvaški:hrvatska abeceda/gajica) je latinična pisava, ki jo je razvil hrvaški jezikoslovec Ljudevit Gaj. Gajico so najprej uporabljali za zapisovanje hrvaščine, pozneje pa se je z nekaj prilagoditvami uveljavila tudi za pisanje slovenščine.

## Orginalna gajica propisana vKratka osnova horvatsko-slavenskoga pravopisa
Ljudevit Gaj je predstavil svojo pisavo v knjigi Kratka osnova horvatsko-slavenskog pravopisanja, ki je izšla leta 1830. Gaj je razvil svojo pisavo zlasti po češkem zgledu:
A B C Č D Ď E F G Ǧ H I J K L Ľ M N Ň O P R S Š T Ť U V Z Ž

## Hrvaška gajica

### Razvoj
Iz češčine je prevzel črke C, S, Z in Č, Š, Ž. Prevzel je tudi češki Ň in slovaški Ľ, ki pa ju je pozneje nadomestil z NJ in LJ. Poleg tega je uvedel še posebno črko Ǧ, ki so jo pozneje zamenjali z DŽ po poljskem zgledu (le da ima poljski DŻ na Ż piko). Češko črko Ť je Gaj že v začetku nadomestil s TJ, pozneje pa so začeli namesto tega uporabljati poljski Ć. Namesto češkega Ď je Gaj pripisal DJ, a za tuje besede GJ, šele leta 1892 pa se je uveljavila črka Đ po Daničiću, ki jo Hrvati uporabljajo še zdaj.
Gaj je poskušal (po češkem zgledu) uvesti tudi črko Ě, ki bi se jo izgovarjalo v različnih narečjih različno: v ijekavskem narečju kot ije, v jekavskem je, v ekavskem narečju kot e, v ikavskem narečju kot i. To bi bila zanimiva možnost za povezovanje različnih hrvaških narečij, vendar Hrvatje črke Ě (posmehljivo imenovane rogati E) niso sprejeli.

### Posebnosti pisave
Hrvaška gajica zdaj pozna 30 črk, ki si sledijo po naslednjem abecednem vrstnem redu:

A B C Č Ć D Ǆ Đ E F G H I J K L Ǉ M N Ǌ O P R S Š T U V Z Ž 

Pisava zelo dobro ustreza govorjenemu jeziku - vsakemu glasu ustreza točno ena črka. To je tudi razlog zakaj Hrvatje štejejo DŽ za eno črko - ustreza namreč enemu glasu. Enako velja za LJ in NJ. Skupina dveh simbolov, ki se oba skupaj štejeta za eno črko, se znanstveno imenuje digraf. Đuro Daničić predlagal zamenjavo digrafov dž, lj in nj v unigrafe ģ, ļ in ń.
Hrvatje vztrajajo pri pojmovanju, da je digraf ena črka, tudi v naslednjih situacijah:
- pri črkovanju in štetju črk, npr.: beseda polje ima v hrvaščini 4 črke in se črkuje p-o-lj-e
- pri razvrščanju po abecedi: slovarju so besede na dž-, lj- oziroma nj- zbrane v posebnih skupinah, ločeno od d, l oziroma n
- v hrvaški križanki se dž, lj oziroma nj vpiše v isti kvadratek

Pri besedah z veliko začetnico se digrafe piše kot Dž, Lj oziroma Nj, pri pisanju s samimi velikimi črkami pa se digrafe piše kot DŽ, LJ oziroma NJ. Zgled: ime države Nemčije se hrvaško piše kot Njemačka ali NJEMAČKA (ne pa NJemačka).
Ob združevanju balkanskih jezikov se je gajica razširila tudi na srbohrvaščino, kot pisava enakovredna srbski cirilici. Vsaki črki hrvaške gajice ustreza točno ena črka srbske cirilice in obratno, vendar pa abecedni vrstni red za latinico in cirilico ni enak.
| Cirilica | А | Б | В | Г | Д | Ђ | Е | Ж | З | И | Ј | К | Л | Љ  | М | Н | Њ  | О | П | Р | С | Т | Ћ | У | Ф | Х | Ц | Ч | Џ  | Ш |
| Latinica | A | B | V | G | D | Đ | E | Ž | Z | I | J | K | L | Lj | M | N | Nj | O | P | R | S | T | Ć | U | F | H | C | Č | Dž | Š |

## Slovenska gajica

### Razvoj
Gaj je bil goreč privrženec ilirizma – gibanja, ki je štelo Slovence in Hrvate za pripadnike skupnega Ilirskega naroda. Za Hrvate je ilirizem pomenil narodni preporod, za Slovence pa težnjo po opustitvi lastnega jezika, zato Gajeve ideje med Slovenci najprej niso bile dobro sprejete. Edini vidnejši slovenski pripadnik ilirizma je bil Stanko Vraz, ki je leta 1839 izdal knjigo Narodne pesmi ilirske, koje se pevaju po Štajerskoj, Kranjskoj, Koruškoj i zapadnoj strani Ugarske. V knjigi so slovenske pesmi zapisane v gajici, zato to velja za prvo slovensko knjigo v gajici. 
Zelo zgodaj je gajico uporabljal tudi Jovan Vesel Koseski. Pozneje so gajico podprli tudi drugi vidnejši slovenski intelektualci: France Prešeren, Janez Bleiweis in Anton Martin Slomšek. Za širjenje gajice med preproste ljudi so bile zlasti pomembne Bleiweisove Kmetijske in rokodelske novice in Slomškova Blaže in Nežica v nedeljski šoli.
V drugi polovici 19. stoletja je med Slovenci gajica popolnoma izpodrinila bohoričico in je v veljavi še danes.

### Posebnosti pisave
Slovenska gajica pozna 25 črk po naslednjem abecednem vrstnem redu:

A B C Č D E F G H I J K L M N O P R S Š T U V Z Ž 

V slovenščini sta nepotrebni črki Ć in Đ, saj ustreznih glasov slovenski jezik sploh ne pozna.
DŽ, LJ in NJ v slovenščini štejejo za po dve posamični črki in ne za digraf - zaradi naslednjih razlogov:
- DŽ se v slovenščini uporablja v glavnem za pisanje besed tujega izvora, npr.: džungla. V izvirno slovenskih besedah nastopa zelo redko - v glavnem pri sestavljenih besedah kot npr. odžejati, odžagati, itd. Pri takih besedah se dž tudi deli pri razzlogovanju: od-žejati, od-žagati.
- LJ in NJ se v slovenščini izgovarjata ločeno (in ne združeno v en glas kot v hrvaščini) in se pogosto tudi delita pri razzlogovanju, npr.: pol-je, kon-ji, ipd.

V slovenščini se je v začetku ohranila tradicija, da je treba vsak polglasnik (ə) zapisati s črko e, npr.: pervi, vert, smert. Pozneje so začeli Slovenci izpuščati tiste polglasnike, ki nastopjo v povezavi s črko r, npr.: prvi, vrt, smrt. S tem se je vizualna podoba slovenščine precej približala hrvaščini, opozoriti pa velja na drugačno izgovorjavo: v hrvaški izgovorjavi polglasnika dejansko ni.